# 開発援助
開発援助（かいはつえんじょ、英語: development aid）とは、発展途上国への開発への援助。国際協力とほぼ同義。
戦争などで国土が荒廃した場合、まず緊急復興支援が行われ、その後開発援助が行われる。
- 政府開発援助 (ODA)
- NGOの援助

住民自身が開発の意思決定プロセスに参加する参加型開発が近年盛んに言われている。開発の持続可能性についても最近は議論が盛ん。